# Ліся-Гура (Малопольське воєводство)
Ліся-Гура (пол. Lisia Góra) — село в Польщі, у гміні Ліся Гура Тарновського повіту Малопольського воєводства.
Населення — 3139 осіб (2011).
У 1975-1998 роках село належало до Тарновського воєводства.

## Демографія
Демографічна структура станом на 31 березня 2011 року:
|          | Загалом | Допрацездатний вік | Працездатний вік | Постпрацездатний вік |
| -------- | ------- | ------------------ | ---------------- | -------------------- |
| Чоловіки | 1549    | 391                | 1029             | 129                  |
| Жінки    | 1590    | 358                | 945              | 287                  |
| Разом    | 3139    | 749                | 1974             | 416                  |